# Dietmar Elflein
Dietmar Elflein (* 1964) ist ein deutscher Musikwissenschaftler, der an der TU Braunschweig am Institut für Musik und ihre Vermittlung lehrt. Bekanntheit erlangte er mit seinen Schriften zu populärer Musik, insbesondere zu Hip-Hop und Metal. Neben seiner Lehrtätigkeit arbeitete er als Tontechniker und spielte in verschiedenen Bands.

## Leben
Nach dem Abitur 1983 am Ernestinum Coburg begann Elflein ein Studium der Ethnologie an der Universität Bayreuth. 1984 wechselte er an die Freie Universität Berlin, wo er bei Josef Kuckertz, Georg Elwert und Fritz Haug Vergleichende Musikwissenschaft und Philosophie studierte. Er schloss das Studium 1991 mit Magister ab, Titel der Abschlussarbeit Rockmusik in einer Kleinstadt – eine Fallstudie. Elflein begann, als Tontechniker zu arbeiten und spielte in verschiedenen Bands. 2006 begann er mit der Promotion an der TU Braunschweig, die er 2009 abschloss. Nach einem Lehrauftrag an der Universität Osnabrück zur Geschichte der Rockmusik wurde er 2010 wissenschaftlicher Mitarbeiter am Seminar für Musik und Musikpädagogik der TU Braunschweig. Daneben lehrte er an der Hochschule der populären Künste in Berlin, an der Hochschule für Musik und Tanz Köln und an der Popakademie Baden-Württemberg in Mannheim. Außerdem war er von 2009 bis 2016 Mitglied des wissenschaftlichen Beirats der Gesellschaft für Popularmusikforschung und ist seit 2018 Mitglied des wissenschaftlichen Beirats des deutschsprachigen Zweigs der International Association for the Study of Popular Music, IASPM D-A-CH.

## Wirken
Seine Promotionsschrift Schwermetallanalysen – Zur musikalischen Sprache des Heavy Metal gilt als richtungsweisend in der musikwissenschaftlichen Analyse der Musik des Heavy Metal. Die von ihm dargestellten Forschungsergebnisse brachten ihm den Ruf eines Musikexperten für den Bereich Rockmusik und Metal und er wurde von zahlreichen Medien wie DRadio Wissen, Zeit Online, oder der taz als Gesprächspartner herangezogen.

## Ausgewählte Schriften
Monografien
- Schwermetallanalysen. Zur musikalischen Sprache des Heavy Metal. transcript, Bielefeld 2010.
- Ja, Herr, ich kann Boogie! R&B, Soul, Funk und Disco in Deutschland 1945–1980. Online-Veröffentlichung der TU Braunschweig, 2022, doi:10.24355/dbbs.084-202209021024-0

Aufsätze
- Vom neuen deutschen Sprechgesang zu Oriental HipHop. In: Annette Kreutziger-Herr, Manfred Strack (Hrsg.): Aus der neuen Welt, Streifzüge durch die amerikanische Musik des 20. Jahrhunderts. Lit, Hamburg 1997, S. 283–299.
- Das Leben eines Gs – aktuelle Schnittmuster im deutschen Hip Hop. In: Dietrich Helms, Thomas Phleps (Hrsg.): Cut and Paste – Schnittmuster populärer Musik der Gegenwart (= Beiträge zur Popularmusikforschung. Band 34). transcript, Bielefeld 2006, S. 11–30.
- Aggro Berlin – 100% deutscher Hip Hop. In: Journal der Jugendkulturen 12, Berlin 2007, S. 11–23.
- Immer die gleichen Klassiker – Heavy Metal und der Traditionsstrom. In: Dietrich Helms, Thomas Phleps (Hrsg.): No Time For Losers. Charts, Listen und andere Kanonisierungen in der populären Musik (= Beiträge zur Popularmusikforschung. Band 36). transcript, Bielefeld 2007, S. 127–144.
- Die virtuose Kontrolle der (Ohn-)Macht. Gedanken zur musikalischen Ästhetik des Heavy Metal. In: Rolf F. Nohr, Herbert Schwaab (Hrsg.): Metal Matters. Heavy Metal als Kultur und Welt (= Medien´ Welten. Braunschweiger Schriften zur Medienkultur. Band 15). Lit, Münster u. a. 2011, S. 169–182.